# Dihydroartemisinin
Dihydroartemisinin (genauer: β-Dihydroartemisinin, internationaler Freiname Artenimol) ist ein Arzneistoff zur Behandlung von Malaria. Es ist ein halbsynthetischer Abkömmling (Derivat) des natürlich vorkommenden Artemisinin und ist auch ein häufiges Zwischenprodukt in der Herstellung anderer Malariamittel auf Artemisinin-Basis. Dihydroartemisinin ist der aktive Metabolit aller Artemisinin-Derivate (Artesunat, Artemether usw.). Es wird in Kombination mit Piperaquin angewendet und hat sich therapeutisch als gleichwertig mit der Kombination Artemether/Lumefantrin erwiesen. Dihydroartemisinin ist seit 2017 auf der Liste der unentbehrlichen Arzneimittel der Weltgesundheitsorganisation aufgeführt.

## Medizinische Anwendung
Dihydroartemisinin wird zur Behandlung von Malaria eingesetzt, in der Regel als Kombinationspräparat mit Piperaquin.
Eine systematische Übersichtsarbeit zu den durchgeführten randomisierten kontrollierten Studien zeigte, dass sowohl die Kombination Dihydroartemisinin/Piperaquin als auch die Kombination Artemether/Lumefantrin bei der Behandlung von Malaria sehr wirksam sind. Mit Dihydroartemisinin/Piperaquin werden jedoch etwas mehr Patienten geheilt als mit Artemether/Lumefantrin, und es beugt auch nach der Behandlung länger weiteren Malariainfektionen vor. Dihydroartemisinin/Piperaquin und Artemether/Lumefantrin haben wahrscheinlich ähnliche Nebenwirkungen. Die Studien wurden alle in Afrika durchgeführt. Studien in Asien ergaben, dass Dihydroartemisinin/Piperaquin bei der Behandlung von Malaria genauso wirksam war wie Artesunat plus Mefloquin. Artesunat plus Mefloquin verursacht wahrscheinlich mehr Übelkeit, Erbrechen, Schwindel und Schlaflosigkeit als Dihydroartemisinin-Piperaquin.

## Pharmakologie
Der vorgeschlagene Wirkmechanismus von Artemisinin beinhaltet die Spaltung von Endoperoxid-Brücken durch Eisen, wodurch freie Radikale (hypervalente Eisen-Oxo-Spezies, Epoxide, Aldehyde und Dicarbonylverbindungen) entstehen, die biologische Makromoleküle schädigen und oxidativen Stress in den Zellen des Parasiten verursachen. Malaria wird durch Apicomplexa verursacht, in erster Linie durch Plasmodium falciparum, die sich größtenteils in roten Blutkörperchen aufhält und selbst eisenreiche Häm-Gruppen (in Form von Hämozoin) enthält. Im Jahr 2015 wurde gezeigt, dass Artemisinin an eine Vielzahl von Targets bindet, was darauf hindeutet, dass es vielseitig wirkt. Jüngste Forschungen zum Wirkmechanismus haben ergeben, dass Artemisinin durch häm-aktivierte radikalische Alkylierung außerdem ein breites Spektrum von Proteinen im Proteom menschlicher Krebszellen angreift.

## Chemie
Dihydroartemisinin hat eine nur geringe Löslichkeit in Wasser von weniger als 0,1 g/L. Die therapeutische Verwendung erfordert daher eine Verbesserung der Verfügbarkeit, etwa durch den Zusatz von Lösungsvermittlern wie Macrogolglycerolricinoleat (Cremophor EL), wodurch zusätzliche unerwünschte Wirkungen entstehen können.
Das Lacton Artemisinin konnte mit milden Hydrid-Reduktionsmitteln wie Natriumborhydrid, Kaliumborhydrid und Lithiumborhydrid selektiv zum Lactol Dihydroartemisinin reduziert werden, mit einer Ausbeute von über 90 %. Es handelt sich um eine neuartige Reduktion, da Lactone normalerweise nicht mit Natriumborhydrid unter den gleichen Reaktionsbedingungen (0–5 ˚C in Methanol) reduziert werden können. Die Reduktion mit Lithiumaluminiumhydrid führt zu einigen umgelagerten Produkten. Überraschenderweise wurde das Lacton reduziert, aber die Peroxygruppe blieb erhalten. Das Lacton von Desoxyartemisinin widerstand jedoch der Reduktion mit Natriumborhydrid und konnte nur mit Diisobutylaluminiumhydrid zu dem Lactol Desoxydihydroartimisinin reduziert werden. Diese Ergebnisse zeigen, dass die Peroxygruppe die Reduktion des Lactons mit Natriumborhydrid zu einem Lactol unterstützt, nicht aber zu dem Alkohol, der das Überreduktionsprodukt ist. Es gibt keine eindeutigen Beweise für diesen Reduktionsprozess.